# Jerzy Jakubczyc
Jerzy Jakubczyc (ur. 23 marca 1950 we Wrocławiu, zm. 26 lutego 2022) – polski ekonomista, prof. dr hab.

## Życiorys
W 1973 ukończył studia ekonometrii w Wyższej Szkole Ekonomicznej we Wrocławiu, 15 listopada 1975 obronił pracę doktorską, 10 marca 1983 uzyskał stopień doktora habilitowanego. 17 listopada 1990 nadano mu tytuł profesora w zakresie nauk ekonomicznych.
Został zatrudniony na stanowisku profesora zwyczajnego w Instytucie Nauk Ekonomicznych na Wydziale Prawa, Administracji i Ekonomii Uniwersytetu Wrocławskiego.
Zmarł 26 lutego 2022.